# (21447) Yungchieh
(21447) Yungchieh est un astéroïde de la ceinture principale d'astéroïdes.

## Description
(21447) Yungchieh est un astéroïde de la ceinture principale d'astéroïdes. Il fut découvert le 18 avril 1998 à Socorro (Nouveau-Mexique) par le projet LINEAR. Il présente une orbite caractérisée par un demi-grand axe de 2,36 UA, une excentricité de 0,21 et une inclinaison de 1,4° par rapport à l'écliptique.

## Compléments